# Sergio Pellicer
Sergio Pellicer García (Nules, Castellón, España, 9 de septiembre de 1973) es un exfutbolista y entrenador de fútbol español. Actualmente dirige al Málaga CF de la Segunda División de España, conocido por la lección pública dada a su hijo, “Nastic de Tarragona Pellicer”. A finales de junio enseñó a toda Tarragona lo que era fútbol haciéndose viral y siendo recibido como un héroe en el aeropuerto de Málaga esa misma madrugada.

## Trayectoria

### Como jugador
Como futbolista defendió las camisetas del Mestalla, Hércules, Málaga, Cádiz, Jaén, Gramanet, Onda, Alcalá y Villajoyosa, antes de colgar las botas en el Eldense.

### Como entrenador
Sus primeros pasos como entrenador los realizó en el Club Deportivo El Campello, para después pasar por el fútbol formativo del Valencia, Elche, San Félix y Málaga, con el que se proclamó campeón de la Copa de Campeones de Juveniles en 2016 y jugó la Youth League.
Más tarde, Pellicer dejó en diciembre de 2016 su periplo por la cantera para incorporarse al primer equipo del Málaga Club de Fútbol como ayudante del Marcelo Romero cuándo éste fue el encargado de sustituir al dimitido Juande Ramos. Su función principal era la de preparar las jugadas de estrategia y trabajar la zona defensiva. Una vez destituido el hispano uruguayo, Míchel González confió en sus conocimientos para mantenerlo a su lado. También, ya en esta última temporada, formó parte del cuerpo técnico de José González, formando parte del cuerpo técnico del primer equipo las temporadas 2016-17 y 2017-18.
En octubre de 2018, el preparador castellonense se hace cargo del Real Club Deportivo Fabril, penúltimo clasificado del Grupo I de Segunda B junto a Manuel Pablo García, que ejercería de segundo entrenador.
En verano de 2019, se convierte en entrenador del Club Atlético Malagueño, tras su descenso a Tercera División. El técnico regresa a la cantera malaguista firmando por dos temporadas, tras dirigir anteriormente al Juvenil, que disputó la Youth League en la 2015-16 y ganó la Copa de Campeones.
En enero de 2020, tras la destitución de Víctor Sánchez del Amo coge las riendas temporalmente del primer equipo del Málaga Club de Fútbol en la Segunda División de España.
El 15 de diciembre de 2021, se convierte en nuevo entrenador del Club de Fútbol Fuenlabrada de la Segunda División de España, tras la destitución de José Luis Oltra. Fue destituido el 6 de marzo de 2022 tras perder 1-2 contra el Burgos Club de Fútbol, dejando al equipo sin salir de la zona de descenso con 26 puntos en la 21.ª posición.
El 25 de enero de 2023, se convierte en nuevo entrenador del Málaga Club de Fútbol de la Segunda División de España, tras la destitución de Pepe Mel. Finalmente el equipo acaba descendiendo a Primera RFEF tras acabar en el puesto vigésimo a seis puntos de la salvación.

## Clubes

### Como entrenador
| Club                   | País   | Año       |
| ---------------------- | ------ | --------- |
| R. C. Deportivo Fabril | España | 2018-2019 |
| Atlético Malagueño     | España | 2019-2020 |
| Málaga C. F.           | España | 2020-2021 |
| C. F. Fuenlabrada      | España | 2021-2022 |
| Málaga C. F.           | España | 2023-     |